# Chalivoy-Milon
Chalivoy-Milon est une commune française située dans le département du Cher en région Centre-Val de Loire.

## Géographie
La commune fait partie du canton de Dun-sur-Auron,.

### Climat
Pour des articles plus généraux, voir Climat du Centre-Val de Loire et Climat du Cher.
En 2010, le climat de la commune est de type climat océanique dégradé des plaines du Centre et du Nord, selon une étude du CNRS s'appuyant sur une série de données couvrant la période 1971-2000. En 2020, Météo-France publie une typologie des climats de la France métropolitaine dans laquelle la commune est exposée à un climat océanique altéré et est dans la région climatique  Centre et contreforts nord du Massif Central, caractérisée par un air sec en été et un bon ensoleillement. 
Pour la période 1971-2000, la température annuelle moyenne est de 11 °C, avec une amplitude thermique annuelle de 16 °C. Le cumul annuel moyen de précipitations est de 794 mm, avec 11,7 jours de précipitations en janvier et 7,6 jours en juillet. Pour la période 1991-2020, la température moyenne annuelle observée sur la station météorologique la plus proche, située sur la commune d'Ourouer-les-Bourdelins à 10 km à vol d'oiseau, est de 11,8 °C et le cumul annuel moyen de précipitations est de 791,0 mm,. Pour l'avenir, les paramètres climatiques de la commune estimés pour 2050 selon différents scénarios d'émission de gaz à effet de serre sont consultables sur un site dédié publié par Météo-France en novembre 2022.

## Urbanisme

### Typologie
Au 1er janvier 2024, Chalivoy-Milon est catégorisée commune rurale à habitat dispersé, selon la nouvelle grille communale de densité à 7 niveaux définie par l'Insee en 2022.
Elle est située hors unité urbaine. Par ailleurs la commune fait partie de l'aire d'attraction de Bourges, dont elle est une commune de la couronne,. Cette aire, qui regroupe 111 communes, est catégorisée dans les aires de 50 000 à moins de 200 000 habitants,.

### Occupation des sols
L'occupation des sols de la commune, telle qu'elle ressort de la base de données européenne d’occupation biophysique des sols Corine Land Cover (CLC), est marquée par l'importance des territoires agricoles (94,6 % en 2018), une proportion identique à celle de 1990 (94,6 %). La répartition détaillée en 2018 est la suivante : 
terres arables (62,6 %), prairies (24,4 %), zones agricoles hétérogènes (7,6 %), forêts (3,9 %), milieux à végétation arbustive et/ou herbacée (1,5 %).
L'évolution de l’occupation des sols de la commune et de ses infrastructures peut être observée sur les différentes représentations cartographiques du territoire : la carte de Cassini (XVIIIe siècle), la carte d'état-major (1820-1866) et les cartes ou photos aériennes de l'IGN pour la période actuelle (1950 à aujourd'hui).

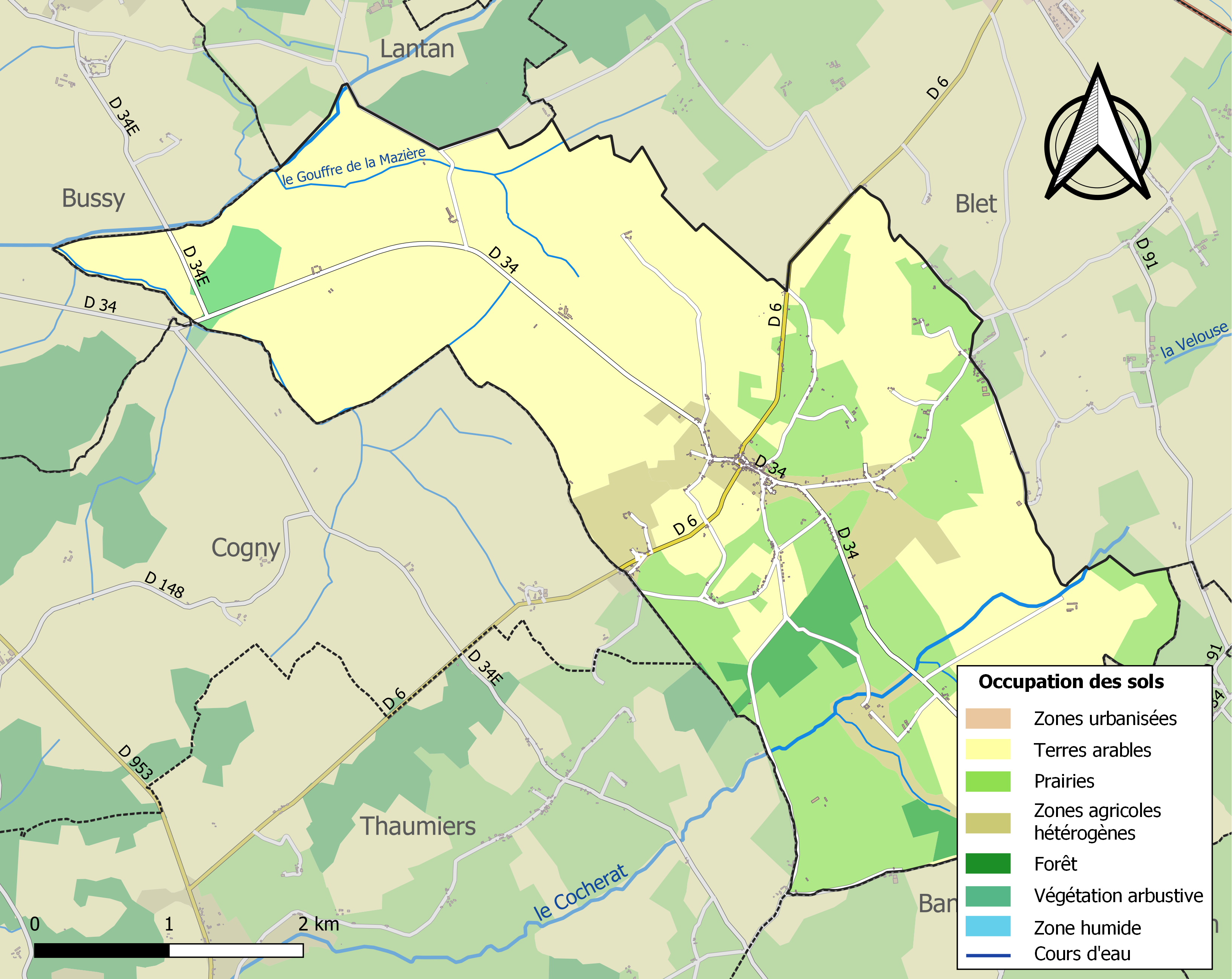
Carte des infrastructures et de l'occupation des sols de la commune en 2018 (CLC).

### Risques majeurs
Le territoire de la commune de Chalivoy-Milon est vulnérable à différents aléas naturels : météorologiques (tempête, orage, neige, grand froid, canicule ou sécheresse), mouvements de terrains et séisme (sismicité faible). Un site publié par le BRGM permet d'évaluer simplement et rapidement les risques d'un bien localisé soit par son adresse soit par le numéro de sa parcelle.

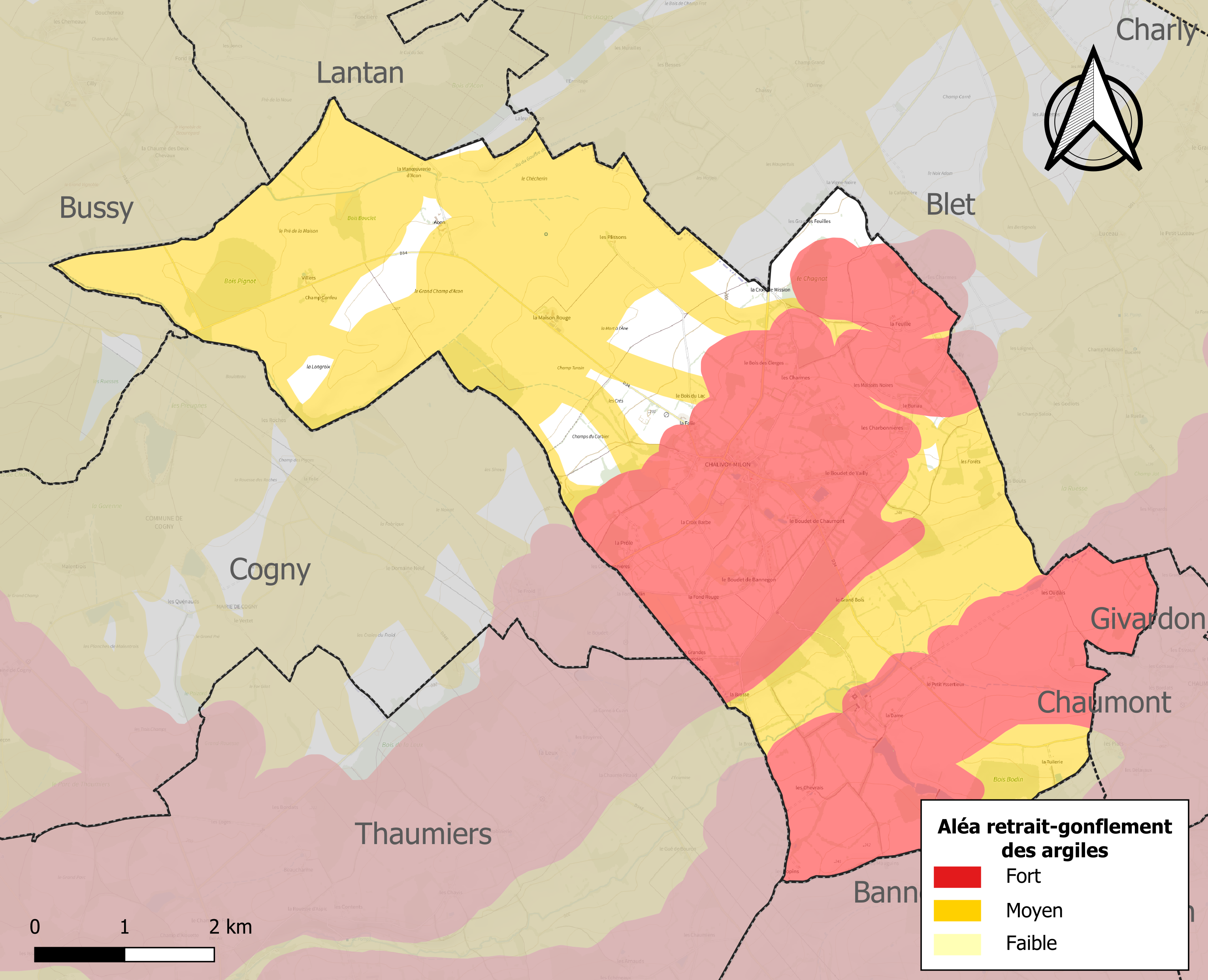
Carte des zones d'aléa retrait-gonflement des sols argileux de Chalivoy-Milon.

La commune est vulnérable au risque de mouvements de terrains constitué principalement du retrait-gonflement des sols argileux. Cet aléa est susceptible d'engendrer des dommages importants aux bâtiments en cas d’alternance de périodes de sécheresse et de pluie. 92,7 % de la superficie communale est en aléa moyen ou fort (90 % au niveau départemental et 48,5 % au niveau national). Sur les 255 bâtiments dénombrés sur la commune en 2019, 252 sont en aléa moyen ou fort, soit 99 %, à comparer aux 83 % au niveau départemental et 54 % au niveau national. Une cartographie de l'exposition du territoire national au retrait gonflement des sols argileux est disponible sur le site du BRGM,.
Concernant les mouvements de terrains, la commune a été reconnue en état de catastrophe naturelle au titre des dommages causés par la sécheresse en 2018 et par des mouvements de terrain en 1999.

## Histoire
Ce village du centre de la France est connu depuis l'époque romaine (il subsiste des ruines dans le bois dit d'Acon).
Il fut également un des hauts lieux de la résistance berrichonne lorsqu'une compagnie allemande fut détruite et capturée sur la route de Chaumont.

## Toponymie
Le nom de chalivoy est d'origine inconnue. En revanche le terme milon provient du chevalier Milon qui donna son nom au village pour le récompenser du soutien et de l'accueil offerts par la population.

## Politique et administration
| Période                                  | Période      | Identité          | Étiquette | Qualité                                                     |
| ---------------------------------------- | ------------ | ----------------- | --------- | ----------------------------------------------------------- |
| Les données manquantes sont à compléter. |              |                   |           |                                                             |
| mars 2001                                | juillet 2007 | Patrick Deluzet   | PCF       |                                                             |
| mars 2008                                | mai 2020     | Pierre Thigoulet  |           | Retraité agricole                                           |
| mai 2020                                 | en cours     | Laurence Janvier, |           | Employée civile ou agent de service de la fonction publique |

## Démographie
L'évolution du nombre d'habitants est connue à travers les recensements de la population effectués dans la commune depuis 1793. Pour les communes de moins de 10 000 habitants, une enquête de recensement portant sur toute la population est réalisée tous les cinq ans, les populations de référence des années intermédiaires étant quant à elles estimées par interpolation ou extrapolation. Pour la commune, le premier recensement exhaustif entrant dans le cadre du nouveau dispositif a été réalisé en 2004.

En 2022, la commune comptait 380 habitants, en évolution de −13,24 % par rapport à 2016 (Cher : −2,48 %, France hors Mayotte : +2,11 %).
| 1793 | 1800 | 1806 | 1821 | 1831 | 1836 | 1841 | 1846 | 1851 |
| ---- | ---- | ---- | ---- | ---- | ---- | ---- | ---- | ---- |
| 559  | 575  | 679  | 621  | 701  | 748  | 700  | 758  | 773  |

| 1856 | 1861 | 1866 | 1872 | 1876 | 1881 | 1886 | 1891 | 1896 |
| ---- | ---- | ---- | ---- | ---- | ---- | ---- | ---- | ---- |
| 805  | 829  | 895  | 917  | 904  | 946  | 987  | 938  | 887  |

| 1901 | 1906 | 1911 | 1921 | 1926 | 1931 | 1936 | 1946 | 1954 |
| ---- | ---- | ---- | ---- | ---- | ---- | ---- | ---- | ---- |
| 920  | 932  | 858  | 701  | 683  | 641  | 645  | 665  | 587  |

| 1962 | 1968 | 1975 | 1982 | 1990 | 1999 | 2004 | 2006 | 2009 |
| ---- | ---- | ---- | ---- | ---- | ---- | ---- | ---- | ---- |
| 530  | 471  | 520  | 504  | 481  | 461  | 423  | 386  | 443  |

| 2014 | 2019 | 2022 | - | - | - | - | - | - |
| ---- | ---- | ---- | - | - | - | - | - | - |
| 447  | 418  | 380  | - | - | - | - | - | - |

## Culture locale et patrimoine

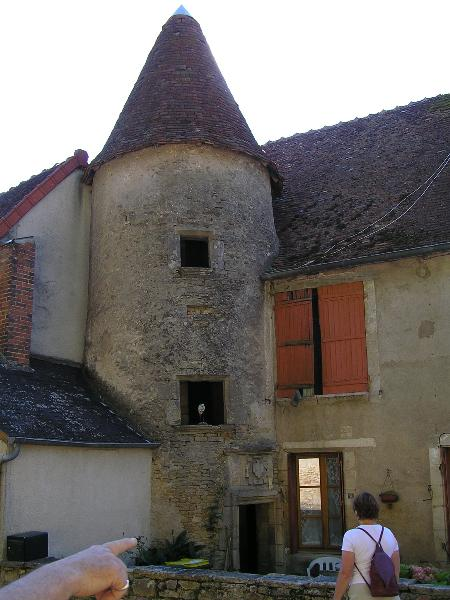
Maison ancienne.

### Lieux et monuments
- Église Saint-Sylvain, Saint-Éloi, Saint-Martin[24] : en 1032, il est déjà fait mention de l'église Saint-Sylvain sous le patronage de l'abbaye bénédictine Saint-Sulpice de Bourges. L'église actuelle a été construite au milieu du XIIe siècle. C'est alors une église prieurale qui s'augmente peu après d'un clocher latéral. La sacristie actuelle, côté sud, date de 1837, et l'édification de voûtes d'ogives sur la nef de 1885. Elle est en calcaire, moellon et enduit, recouverte de tuiles plates. Elle est ornée de sculptures, de peintures et de vitraux[25].
- Le château d'Yssertieux : la première mention du site date du IXe siècle et les seigneurs de la Porte construisent le château fort au XIe siècle. Les quatre tours et la courtine dateraient du XIVe siècle, mais l'ensemble a été remanié à plusieurs reprises. La partie classée, qui date du XVe siècle, est la façade et la toiture du côté sud-sud-est[26].
- Au lieu-dit Acon, une seigneurie est attestée dès 1179 sur le lieu d'une occupation gallo-romaine[27].
- Une tuilerie qui a fonctionné du XVe siècle au XIXe siècle[28].
- De nombreuses fermes du XVIIIe siècle et du XIXe siècle.
- De très anciennes maisons, comme celle-ci à escalier dans la tour dont la porte est armoriée.

### Personnalités liées à la commune
- Laurent Bilbeau, député du Cher né sur la commune.
- Antoine Furetière, célèbre lexicographe, auteur du Dictionnaire Universel, fut abbé de Chalivoy.